# ألكسندر هود
الأدميرال ألكسندر هود (بالإنجليزية: Alexander Hood)‏ (مواليد 2 ديسمبر 1726  –  2 مايو 1814) كان ضابطًا في البحرية الملكية البريطانية خلال الحروب الثورية الفرنسية والحروب النابليونية، وهو شقيق الأدميرال صموئيل هود، الفيكونت الأول.